# Тараненко-Тереля Ірина Леонідівна
Ірина Леонідівна Тараненко-Тереля (31 березня, 1966) — українська лижниця, заслужений майстер спорту. Учасниця трьох Олімпіад, учасниця п'яти чемпіонатів світу.

## Спортивна кар'єра
Тренер — Галина Єливєєва.
У 1991—1992 роках неодноразова чемпіонка України Ірина Тараненко-Тереля п'ять разів виходила переможницею всесоюзних змагань. 1998 року на 15 км і в гонці переслідування посіла четверте місця, а в естафеті 4х5 км показала абсолютно найкращий час серед всіх учасниць змагань. 1999 року на чемпіонаті світу в Рамзау-ам-Дакстайн (Австрія) в гонці переслідування Ірина Тараненко-Тереля завоювала бронзову нагороду, була п'ятою на 30 км.
Після завершення спортивної кар'єри здобула освіту в Академії адвокатури України, працює начальником канцелярії суду.